# 锥果芥属
锥果芥属（学名：Berteroella）是十字花科下的一个属，为二年生草本植物。该属仅有锥果芥（Berteroella maximowiczii）一种，分布于朝鲜、日本及中国辽宁、河北、山东、河南、江苏、浙江。